# Norte grande
Pour les articles homonymes, voir Norte Grande (homonymie).
Norte grande est une des cinq régions naturelles du Chili.
C'est une zone ayant un climat désertique avec des zones d'extrême aridité.